# Pithovirus
A Pithovirus a vírusok egy neme (genusa), melynek egyetlen faja ismert, az amőbákat fertőző Pithovirus sibericum. A faj felfedezését 2014 márciusában közölték: egy francia kutatócsoportnak 30 000 éves szibériai permafrosztból sikerült izolálnia és újraaktiválnia. 1,5 mikrométeres hosszával ez a felfedezése idején ismert legnagyobb méretű vírus. 

## Leírása
A Pithovirus virionja kb. 1,5 mikrométer hosszú és 0,5 mikrométer átmérőjű, amivel ő az eddig ismert legnagyobb vírus, meghaladja a kisebb baktériumok méretét és nagyobb mint a legkisebb eukarióta, az Ostreococcus (0,8 µm). Ezzel 50%-kal haladja meg a korábbi legnagyobb vírusgenus, a pandoravírusok méretét. Vastag, ovális alakú fal veszi körbe, melynek egyik végén méhsejtszerű struktúrával lezárt nyílás található.
A Pithovirus kétszálú DNS-genomja kb. 500 gént tartalmaz, vagyis nagyobb mérete ellenére jóval kevesebbet, mint a 2500 fehérjét kódoló pandoravírusok. Nem jellemző rá a DNS-méret olyan optimalizációja, mint a többi vírus esetében (átfedő gének, a komplementer szálakon mindkét irányba leolvasható gének). Génjeinek egyharmada hasonló más vírusfajokhoz, de legközelebbi rokonai nem a külsőleg leginkább hasonlító pandoravírusok, hanem inkább a Marseilleviridae, Megaviridae és Iridoviridae családok tagjai. DNS-ének guanin és citozin-tartalma is csak 36%, szemben a pandoravírusok 61%-ával. 

## Szaporodása
A Pithovirus a többi óriásvírushoz hasonlóan amőbákban szaporodik. A Megaviridae-hez hasonlóan a teljes életciklusa a gazdasejt citoplazmájában zajlik le és nem hatol be a sejtmagba (mint a pandoravírus). A fertőzés a gazdasejt pusztulásával jár. 

## Felfedezése
A vírust az Aix-Marseille-i Egyetem kutatócsoportja fedezte fel Chantal Abergel és Jean-Michel Claverie vezetésével. 30 000 éve fagyott, 30 méter mélyen elhelyezkedő szibériai permafrosztmintáknak tettek ki amőbákat, amelyek ezután gyorsan pusztulni kezdtek és az elektronmikroszkópos vizsgálat óriásvírusokat mutatott ki. Az új genus a nevét az ógörög pithoszról, gabona és bor tárolására szolgáló embernagyságú cserépedényekről kapta, amelyekre hasonlított az alakja.
A kutatók a kísérlet ötletét onnan vették, hogy két évvel korábban ugyanezekből a mintákból egy orosz kutatócsoport sikeresen kihajtatott egy 30 000 éve fagyott Silene stenophylla magot.
Bár a Pithovirus az emberre nem veszélyes, felfedezése felveti a lehetőségét, hogy a globális felmelegedés során felolvadó sarkvidéki permafrosztból új betegségeket, járványokat elindító kórokozók kerülhetnek elő.

## Fordítás
- Ez a szócikk részben vagy egészben  a   Pithovirus című angol Wikipédia-szócikk ezen változatának fordításán alapul.  Az eredeti cikk szerkesztőit annak laptörténete sorolja fel. Ez a jelzés csupán a megfogalmazás eredetét és a szerzői jogokat jelzi, nem szolgál a cikkben szereplő információk forrásmegjelöléseként.